# Comunidad de villa y tierra de Osma

Comunidades de villa y tierra de la Extremadura castellana.

La Comunidad de villa y tierra de Osma fue una de las comunidad de villa y tierra de la Extremadura castellana, que tuvo vigencia desde el siglo XII hasta el siglo XIX. Con el nombre de Partido de Osma formaba parte de la Intendencia de Soria, en la región española de Castilla la Vieja, hoy comunidad autónomas de Castilla y León.

## Toponimia e historia
La capitalidad estuvo en la ciudad de Osma.
Los orígenes de Osma se encuentran en el castro de los arévacos, Uxama Argaela que a comienzos del siglo I a. C. se transformaría en la ciudad romana de Uxama. Desde el siglo VI los visigodos la llamaron Oxoma u Osoma. Era un sede episcopal sita en la muela del castillo, cuyo obispo Juan en el 597 asistió en Toledo al Concilio doce. En el siglo X los árabes, que la llamaban Wasxima, edificaron una torre vigía sobre un baluarte de la primera muralla. En el 912 el caballero Gonzalo Téllez la reconquistó, trasladando el poblado al cerro vecino, en la margen izquierda del río Úcero, construyendo un castillo y amurallando la localidad de Osma.
Tras la reconquista, una parte de la población de Osma se fue estableciendo extramuros del tercer recinto fortificado, en la margen derecha del río Úcero; alrededor de donde estaban las ruinas de una iglesia visigótica dedicada a San Miguel. En 1101 también se instaló allí el nuevo obispo de origen francés Pedro de Bourges (después canonizado como San Pedro de Osma);donde edificó una catedral románica. A su abrigo se fue desarrollado el núcleo de artesanos y comerciantes dependiente del obispo, que conformó el nuevo Burgo de Osma.
A finales del siglo XV los reyes le concedieron el señorío de Osma al duque de Uceda; pero esta población fue perdiendo habitantes en beneficio del nuevo burgo gobernado directamente por la diócesis, situado en el llano al otro lado del río, seguramente por problemas de jurisdicción nobiliaria frente a la eclesiástica.

## Lugares que comprendía
La superficie era de 308,58 km² y contaba como centro la ciudad de Osma y un número de aldeas que oscilaba entre las 10 y las ocho siguientes, todas con jurisdicción de señorío.
| - Osma. - Barcebalejo. - Lodares. | - Navapalos. - La Olmeda. | - Valdegrulla. - Valdenarros. | - Valdenebro. - Velasco (despoblado). |  |

Además había dos despoblados que no vienen recogidos en el Censo de Floridablanca pero que si aparecen en el Censo de Población de la Corona de Castilla del año 1594, Torderón y Horcajada.